# シーチ-1
シーチ-1（Sich-1、Січ-1）はウクライナ初の人工衛星。1995年8月31日にプレセツク宇宙基地からツィクロン3ロケットによって打ち上げられた。
ソ連のOkean-O1シリーズの最終号（第8号）機。主なミッションは北極氷原といった数百メートルの地上物体を監視することであった。副次ペイロードとしてチリのFASAT-Alphaという50kgの衛星を搭載していたが、これは分離できずに搭載されたままとなっている。